# Pat Ryan (homme politique)
Pour les articles homonymes, voir Pat Ryan et Ryan.
Patrick Kevin Ryan dit Pat Ryan, né le 28 mars 1982 à Kingston dans l'État de New York, est un homme politique américain. Membre du Parti démocrate, il est élu à la tête du comté d'Ulster en 2019 puis à la Chambre des représentants des États-Unis en 2022.

## Biographie

### Jeunesse et famille
Pat Ryan est né et a grandi à Kingston dans l'État de New York, ville dont son grand-père était conseiller municipal.
En juillet 2015, Pat Ryan épouse sa compagne Rebecca. L'année suivante, ils s'installent à Gardiner dans son comté d'Ulster natal. Ils ont ensemble deux enfants : Theo Willem né en juillet 2019 et Cameron John né en décembre 2021.

### Carrière professionnelle (2004-2018)
Diplômé de l'Académie militaire de West Point en 2004, Pat Ryan devient agent du renseignement dans l'armée de terre américaine. Il est notamment déployé à deux reprises en Irak,.
Après l'armée, il étudie la sécurité à l'université de Georgetown. Il fonde par la suite une société d'analyse de données puis une société de logiciels de sécurité.

### Débuts en politique (2018-2022)

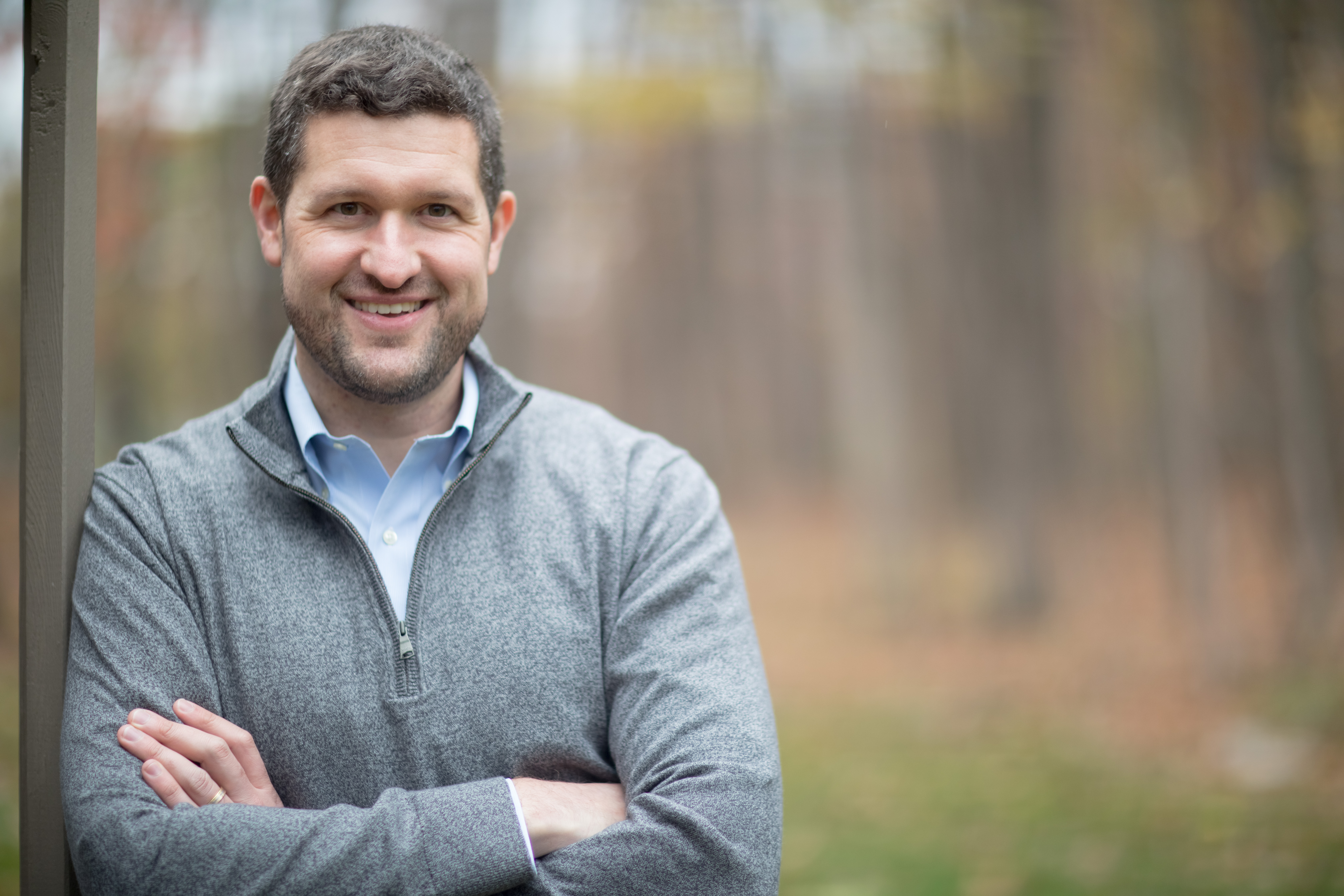
Pat Ryan en 2018.

Pat Ryan se lance en politique lors des élections de mi-mandat de 2018, en candidatant à la Chambre des représentants des États-Unis dans le 19e district de l'État de New York. Distancé par Antonio Delgado (22 % contre 18 %), il échoue à remporter la primaire démocrate.
En 2019, Pat Ryan se présente au poste de county executive du comté d'Ulster lorsqu'une élection partielle organisée pour remplacer le démocrate Mike Hein, démissionnaire. Le 30 avril, il est élu avec 74 % des voix face au républicain conservateur Jack Hayes. Il prend ses fonctions le 7 juin. En novembre, il est élu pour un mandat complet en réunissant 64 % des suffrages, à nouveau face à Jack Hayes.
Il axe son mandat sur les énergies renouvelables, souhaitant mettre en place un Green New Deal à l'échelle du comté, et l'économie, en créant notamment un département du développement économique. De mai 2021 à septembre 2022, le comté d'Ulster met en place une expérimentation pour instaurer un revenu universel en lien avec l'université de Pennsylvanie et des associations locales.

### Représentant des États-Unis (depuis 2022)
Au printemps 2022, Pat Ryan officialise une nouvelle candidature au Congrès des États-Unis. Il est candidat à l'élection partielle pour remplacer Antonio Delgado à la Chambre des représentants, la gouverneure Kathy Hochul ayant en effet désigné Antonio Delgado pour devenir son lieutenant-gouverneur. À la suite de l'arrêt Dobbs, qui revient sur le droit constitutionnel à l'avortement, Pat Ryan centre sa campagne sur la défense du droit à l'avortement et sur les principes démocratiques en général. Son adversaire, le county executive républicain du comté de Dutchess Marc Molinaro, axe sa campagne sur l'inflation et la criminalité. À l'approche de l'élection, Pat Ryan rattrape son retard dans les sondages, qui donnaient d'abord Marc Molinaro largement en tête,. Il est élu avec plus de 51 % des voix. Son score, légèrement meilleur que celui de Joe Biden dans le district en 2020, est interprété comme un signe de résistance des démocrates à l'approche des élections de mi-mandat, d'abord annoncées comme une vague républicaine. Il prête serment le 13 septembre 2022.
Parallèlement à l'élection partielle dans le 19e district, qu'il remporte, Pat Ryan est candidat pour l'élection générale dans le 18e district en raison du redécoupage des circonscriptions. Il remporte la primaire démocrate en réunissant cinq fois plus de voix que ses deux adversaires (Aisha Mills et Moses Mugulisi) et affronte le républicain Colin Schmitt en novembre 2022. Pat Ryan est réélu de justesse, alors que les deux autres sièges de la vallée de l'Hudson basculent chez les républicains.
En 2024, il affronte la républicaine Alison Esposito, qui a passé 25 ans au sein du NYPD. Faisant principalement campagne sur l'économie et l'avortement,, tout en se démarquant de son parti sur certains sujets comme le péage urbain new-yorkais, Pat Ryan est facilement réélu avec environ 13 points d'avance sur Esposito.

## Positions politiques
À l'occasion des primaires présidentielles démocrates de 2020, il apporte son soutien à Pete Buttigieg.